# Paulo Vitor Barreto
Pour les articles homonymes, voir Barreto.
Paulo Vitor Barreto de Souza, né le 12 juillet 1985 à Rio de Janeiro au Brésil, est un footballeur brésilien évoluant au poste d'attaquant.

## Biographie
Paulo Barreto arrête très tôt en Italie, à l'âge de 17 ans, acheté par Treviso alors en Serie C1. Mais lors de sa première saison au club, 2002-2003, il est considéré comme encore trop jeune et ne joue qu'avec les équipes réserves. Il ne participe donc pas à la remontée du club en Serie B. Il fait toutefois ses débuts en Serie B la saison suivante, 2003-2004, où le jeune attaquant brésilien joue huit matchs sans toutefois marquer. L'équipe 15e réussit à assurer son maintien. L'Italie du football ne le découvre que la saison suivante où il inscrirt la bagatelle de 12 buts en 25 matchs, participant activement à la première montée du club dans l'élite. Quatrième et défait aux play-off par Perugia (0-1, 0-2), le club bénéficie de la condamnation sportive du Genoa CFC pour tricherie, cumulée à la non-inscription de Perugia et du Torino FC, pour accéder à la Serie A. Les performances de Barreto suffisent néanmoins à éveiller l'intérêt de l'Udinese Calcio. 
Il signe avec le club frioulan pour la saison 2005-2006. Avec le club blanc et noir, il va faire ses débuts en Ligue des champions, puis en Coupe de l'UEFA (8 matchs européens au total), inscrivant un doublé face au Racing Club de Lens. Le club est éliminé en 8e de finale de la Coupe de l'UEFA par les Bulgares du PFK Levski Sofia. En championnat, il marque 4 buts en 27 matchs, le club ne termine que 10e. Ses performances sont toutefois en dessous des expectatives. Les dirigeants néanmoins placent beaucoup d'espoirs en lui. Il reste donc au club la saison suivante. Lors de la saison 2006-2007, il marque 4 buts en 26 matchs, le club termine 7e. Barreto prolonge son contrat jusqu'en 2012 avant d'être prêté pour la saison 2007-2008, avec option d'une année supplémentaire, au Treviso, club qui l'a vu éclore au haut niveau. Barreto est désormais le fer de lance offensif de cette équipe à la lutte pour ne pas retrouver les affres de la Serie C1. Il termine meilleur buteur du club avec 14 buts en 32 matchs. Malgré ses bonnes statistiques, Barreto est en très mauvais termes avec les supporters qui ne lui pardonnent pas d'avoir quitté le club quelques années plus tôt et le considèrent comme un mercenaire.
L'option pour la saison supplémentaire n'est donc pas levé par Treviso et Barreto retourne à l'Udinese Calcio, avant d'être à nouveau prêté pour la saison 2008-2009, à l'AS Bari, en Serie B. Sa saison dans les Pouilles est tout à fait remarquable : il inscrit 23 buts en 32 matchs, inscrivant lors de Ancona-AS Bari son premier triplé de sa carrière. Il termine vice meilleur buteur de Serie B derrière Francesco Tavano. Cerise sur le gâteau, le club remporte le championnat de Serie B, 8 ans après sa dernière apparition. L'AS Bari réussit à prolonger le prêt pour la saison suivante, en payant 800 000 euros à l'Udinese Calcio plus une clause de renouvellement de la copropriété fixé à 2,5 millions d'euros. Il confirme lors de la saison 2009-2010, où il est titulaire indiscutable, en marquant 14 buts en 32 matchs, marqué par de très mauvaises statistiques aux penaltys (6 ratés sur 10 tirés). Le club termine à une excellente 10e place. Il est l'un des joueurs préféré des supporters.

## Palmarès
- 1 championnat de Serie B (D2) : 2008-2009 avec l'AS Bari